# 주디스 크란츠
주디스 크란츠(Judith Krantz née Tarcher, 1928년 1월 9일 ~ 2019년 6월 22일)는 미국의 소설가이다. 로맨스 소설로 유명하며, 주요 작품으로는 《스크러플스(Scruples)》, 《프린세스 데이지(Princess Daisy)》, 《우리 다시 만날 때까지(Till We Meet Again)》 등이 있다.

## 작품

### 소설
- 《Scruples》 (1978) ( 1980년 미니시리즈로 각색)
- 《데이지 공주》 (1980) ( 1983년 미니시리즈로 각색)
- 《정부의 딸》 (1982) ( 1984년 미니시리즈로 각색)
- 《I'll Take Manhattan》(1986) ( 1987년 미니시리즈로 각색)
- 《우리 다시 만날 때까지》 (1988) ( 1989년 미니시리즈로 각색)
- 《현기증》 (1990) (1995년 미니시리즈로 각색)
- 《Scruples Two》 (1992)
- 《연인》 (1994)
- 《봄 컬렉션》 (1996)
- 《테카 켄트의 보석》 (1998)

### 논픽션
- 《섹스와 쇼핑 : 착한 유대인 소녀의 고백》 (2000) (자서전)

### 오리지널 텔레비전 작품
- 《주니스 크란츠의 "비밀" 》(1992년 TV 미니 시리즈, 소설을 원작으로 하지 않음)
- 《토치 송》 (1993) (1993년 TV용 영화로 각색)